# Mark Kleinschmidt
Mark Kleinschmidt (n. 28 mai 1974, Oberhausen, Germania) este un canotor ce a reprezentat Germania, medaliat olimpic. A participat la o ediție a Jocurilor Olimpice (1996) în care a câștigat o medalie de argint.

## Participări
Lista de mai jos prezintă principalele competiții la care a participat Mark Kleinschmidt de-a lungul carierei.
- rowing at the 1996 Summer Olympics – men's eight[*][3]